# Greatest Hits: 5th Anniversary
Greatest Hits: 5th Anniversary é o primeiro álbum de compilação da boy band porto-riquenha MDO, lançado em 2 de abril de 2002, sob o selo da Epic Records. Faziam parte da formação do grupo os integrantes: Abel, Didier, Pablo e Anthony.
A lista de faixas incluí doze canções (treze na versão estadunidense, que incluí uma versão remix de "Me Huele a Soledad" como bônus) que foram incluídas em três álbuns do MDO, lançados entre 1997 e 2000: MDO, Un poco más e Subir al cielo. Além disso, foram adicionadas duas canções inédias: "Me Huele A Soledad" e "Ayudame A Olvidar".

## Produção e repertório
A ideia de gravar uma álbum de grandes êxitos surgiu porque, segundo  Abel Talamántez, Didier Hernández, Pablo Portillo e Anthony Galindo, o público estava ansioso por uma coletânea com seus sucessos favoritos, e o quinto aniversário da banda pareceu uma ótima oportunidade de lançá-lo. Segundo Abel: "Cada música marca uma etapa da sua vida, e queremos revivê-las com o público".
O álbum reúne os sucessos dos últimos cinco anos de existência MDO, incluindo duas músicas inéditas: "Me huele a soledad", de Rudy Pérez e Roberto Livi, e "Ayúdame a olvidar", de Yasmil Marrufo, que também foi o autor de "Te quise olvidar".

## Lançamento e divulgação
O lançamento ocorreu no dia 4 de abril de 2002, no clube noturno Billboard Live, em Miami, Flórida, nos Estados Unidos. Na ocasião, o quarteto recebeu as chaves da cidade do prefeito Alex Penelas e uma homenagem do Condado de Miami-Dade.
Como forma de divulgação, o grupo elaborou uma turnê que passaria por diversas localidades, tais como: Porto Rico (no Centro de Bellas Artes), Nova York, Miami, Washington, Panamá, Texas, Los Angeles, San Diego, Chicago, México e Santo Domingo, além de países da América Central e América do Sul.
A turnê foi o último projeto realizado pelos quatro integrantes, que decidiram deixar o MDO para realizar projetos pessoais. O empresário Edgardo Díaz afirmou, antes da turnê começar que decidiu organizar uma turnê para que os quatro artistas se despedissem de seus fãs. Segundo ele: “É um fato que todos vão sair. Nos dias 22 (hoje) e 23, eles se apresentarão no Centro de Bellas Artes, em Porto Rico, onde iniciarão sua última turnê juntos (...) São motivos pessoais de alguns deles, e por isso foi tomada uma decisão unânime entre eles, que depois foi acordada com a gravadora (Sony Music)”.

## Singles
"Me huele a soledad" foi lançada como o único single promocional a ser utilizado na divulgação do álbum, também em 2002. A canção alcançou posições de destaque em diversas paradas da revista Billboard, figurando no quarto lugar da Hot Latin Tracks, no segundo lugar da Latin Pop Airplay e no nono lugar da Latin Tropical/Salsa Airplay, consolidando seu sucesso entre diferentes gêneros e públicos latinos.

## Recepção crítica
| Críticas profissionais | Críticas profissionais |
| Avaliações da crítica  | Avaliações da crítica  |
| Fonte                  | Avaliação              |
| ---------------------- | ---------------------- |
| AllMusic               | [ 9 ]                  |

Em relação as resenhas dos críticos especializados em música, o crítico do site AllMusic avaliou com apenas uma estrela entre cinco, apesar disso, não escreveu nenhum comentário para o álbum.

## Desempenho comercial
Comercialmente, obteve sucesso. O álbum estreou na posição de número 44 na parada musical Top Latin Albums, da revista Billboard. Eventualmente, atingiu como pico a posição de número 26 nesta lista. Na parada Latin Pop Albums atingiu a posição de número 11.

## Lista de faixas
- Créditos adaptados do CD Greatest Hits: 5th Anniversary, de 2002.[12]

| N.º | Título                             | Compositor(es)                                | Álbum original | Duração |  |
| 1.  | "Me Huele a Soledad"               | R. Pérez, R. Liví                             | Faixa inédita  | 3:38    |  |
| 2.  | "Ayúdame a Olvidar"                | Yasmil Marrufo                                | Faixa inédita  | 4:27    |  |
| 3.  | "Sin Ti"                           | Omar Alfanno                                  | Subir al cielo | 3:22    |  |
| 4.  | "Baila"                            | César Lemos, Karlo Aponte                     | Subir al cielo | 3:40    |  |
| 5.  | "Déjame Subirte al Cielo"          | Evan Rogers, Carl Sturken, W. Paz             | Subir al cielo | 4:10    |  |
| 6.  | "Te quise olvidar"                 | Yasmil Marrufo, Carlos Boutte                 | Subir al cielo | 4:20    |  |
| 7.  | "No puedo olvidar (Pop)"           | Abel Talamántez, Alexis Grullón, Tomás Torres | Un poco más    | 4:27    |  |
| 8.  | "Tú Me Haces Soñar"                | Abel Talamántez, Alexis Grullón, Tomás Torres | Un poco más    | 3:37    |  |
| 9.  | "Dame un Poco Más"                 | Abel Talamántez, Alexis Grullón, Tomás Torres | Un poco más    | 3:57    |  |
| 10. | "Ay Cariño"                        | Alejandro Jaén                                | MDO            | 4:30    |  |
| 11. | "Volverás a Mí"                    | Alejandro Jaén, Ricardo Quijano               | MDO            | 4:10    |  |
| 12. | "No Puedo Olvidarme de Ti"         | R. Pérez, R. Liví                             | MDO            | 3:29    |  |
| 13. | "Me Huele a Soledad (Dance Remix)" | R. Pérez, R. Liví                             | Faixa bônus    | 3:32    |  |

## Tabelas

### Tabelas semanais
| Tabela musical (2002)                       | Melhor posição |
| ------------------------------------------- | -------------- |
| Estados Unidos (Billboard Top Latin Albums) | 26             |
| Estados Unidos (Billboard Latin Pop Albums) | 11             |